# Léon Leloir
Pour les articles homonymes, voir Leloir (homonymie).
Léon Leloir, né le 29 décembre 1907 à Mons et mort le 29 septembre 1945 à Briare, est un prêtre missionnaire, théologien, écrivain, résistant et déporté belge.

## Biographie
Né dans une famille catholique de Mons (Belgique), Léon Leloir entre au noviciat à 19 ans. Il étudie la théologie à l’université de Louvain et présente sa thèse en 1933. L'année suivante, il est chargé de reprendre le périodique des Missionnaires d'Afrique et parvient, en quelques mois, à en faire une revue de grande qualité intellectuelle et littéraire, Les Grands lacs. Il produira une douzaine de numéros par an portant principalement sur l’Afrique du Nord et les colonies belges, notamment le Congo. Écrivain reconnu, il anime également des émissions théologiques à la radio.
Sous l’Occupation, il s'engage dans la Résistance tout en poursuivant son ministère comme aumônier du maquis des Ardennes. Arrêté en juillet 1944, il est déporté à Buchenwald où il parviendra à dissimuler sa prêtrise en mettant en avant son professorat.
Dès sa libération, en avril 1945, il reprend rapidement son apostolat de missionnaire, aussi bien comme écrivain que comme professeur et conférencier. Lors d'un déplacement, il est victime d'un accident de voiture dont il succombe le 29 septembre 1945.

## Œuvres
- Faux appel, Durendal, 1939.
- Le Maître et son disciple, ill. de Pierre Ickx, Durendal, 1944
- Je reviens de l'enfer, Éditions du Rendez-vous, Paris, 1945
- Les Paradoxes du retour, éd. universitaires, Bruxelles, 1945